# LEW EL11
EL11 – lokomotywa elektryczna produkowana w latach 1952-1966 dla kolei przemysłowych. Wyprodukowano 80 lokomotyw przemysłowych, dwa elektrowozy zachowano jako eksponaty.